# Гленнон, Джон Джозеф
Джон Джозеф Гленнон (англ. John Joseph Glennon; 14 июня 1862, Киннегод, Соединённое королевство Великобритании и Ирландии — 9 марта 1946, Дублин, Ирландия) — американский кардинал. Титулярный епископ Пинары и коадъютор с правом наследования Канзас-Сити с 14 марта 1896 по 27 апреля 1903. Коадъютор с правом наследования и апостольский администратор Сент-Луиса с 27 апреля по 13 октября 1903. Архиепископ Сент-Луиса с 13 октября 1903 по 9 марта 1946. Кардинал-священник с 18 февраля 1946, с титулом церкви Сан-Клементе с 22 февраля 1946.